# Javier González (calciatore)
Javier González (Lima, 11 maggio 1939 – Lima, 11 aprile 2018) è stato un calciatore peruviano, di ruolo centrocampista.

## Carriera
Fece parte della Nazionale di calcio del Perù che partecipò al campionato del mondo 1970.